# Barbus peloponnesius
Barbus peloponnesius és una espècie de peix cipriniforme de la família dels ciprínids.

## Morfologia
Els mascles poden assolir els 10 cm de longitud total.

## Distribució geogràfica
És un endemisme de l'oest de Grècia des de riu Thiamis fins al Peloponés. Introduït al riu Isonzo (nord-est d'Itàlia), Montenegro, Albània, Macedònia, Hongria, Polònia i Ucraïna.